# Zermelos sats
Zermelos sats säger att i ett turbaserat spel mellan två personer, som inte involverar slumpfaktorer (t.ex. tärningskast) och där båda personerna alltid har fullständig information om spelets tillstånd och hur nuvarande spelare kan spela härnäst, som inte kan sluta oavgjort kan antingen den startande eller den andra personen tvinga fram en seger; med andra ord finns en absolut vinnarstrategi för en av spelarna vid spelets start.